# 契×約 -危險搭檔-
《契×約 ー危險搭檔ー》是日本電視台於2022年1月13日起播出的週四連續劇，由鈴木伸之主演。
台灣由friDay影音自1月14日起獨家跟播。

## 登場人物

### 主要人物
- 國下一狼：鈴木伸之[1]

28歲。一絲不苟的公安搜查官。受到上司的指派，暗中監視偽裝成政治家的男伴的英獅郎。搜查過程中和獅郎聯手追查失蹤的前輩。
- 英獅郎：犬飼貴丈

28歲。峰上組黑道少主。3年前進入幫派後一步步登上少主之位，是個充滿謎團的人物。與國下成為搭檔。

### 相關人物
- 央莉音：栗山千明[2]。

國下一狼的指導員兼搭檔。也是對英獅郎來說重要的存在。
- 田口晶：德井義實

國下一狼的長官。警視廳公安部長。
- 大須公昭：板尾創路

總理大臣，握有關鍵秘密。
- 中村雄司：松本利夫

與英獅郎同屬峰上組。
- 大須匡：吉村界人

公昭之子，國會議員。
- 葉月千夏：萩原農

一狼的青梅竹馬。
- 野野村和彥：真島秀和

## 製作團隊
- 原作：薫原好江『ケイ×ヤク -あぶない相棒-』
- 編劇：酒井雅秋、鹿目けい子、三浦駿斗、小川眞住枝
- 導演：波多野貴文、白石達也、日高貴士、蔵方政俊
- 音樂：ノグチリョウ
- 主題歌：OCTPATH「IT'S A BOP」
- 總製作人：岡本浩一
- 製作人：小島祥子、斎木綾乃（吉本興業）、中曽根広樹（ギークピクチュアズ）
- 共同製作：ギークピクチュアズ
- 製作協力：吉本興業
- 製作著作：讀賣電視台

## 播出日程
| 集數   | 播出日期 | 標題 | 編劇                | 導演       |
| ------ | -------- | ---- | ------------------- | ---------- |
| 第1話  | 1月13日  |      | 酒井雅秋            | 波多野貴文 |
| 第2話  | 1月20日  | 覺悟 | 鹿目けい子 酒井雅秋 | 波多野貴文 |
| 第3話  | 1月27日  | 存在 | 三浦駿斗            | 白石達也   |
| 第4話  | 2月04日  | 奪回 | 酒井雅秋            | 日髙貴士   |
| 第5話  | 2月11日  | 重逢 | 三浦駿斗            | 蔵方政俊   |
| 第6話  | 2月18日  | 真相 | 小川眞住枝          | 蔵方政俊   |
| 第7話  | 2月24日  | 惡戲 | 酒井雅秋            | 波多野貴文 |
| 第8話  | 3月03日  | 反擊 | 三浦駿斗            | 日髙貴士   |
| 第9話  | 3月10日  | 潛行 | 鹿目けい子          | 蔵方政俊   |
| 最終話 | 3月17日  | 共生 | 酒井雅秋            | 波多野貴文 |

## 外部連結
- 官方网站（日語）
- 契×約 -危險搭檔-的X（前Twitter）（日語）
- 契×約 -危險搭檔-的Instagram帳戶（日語）

| 日本 日本電視台 週四連續劇                  | 日本 日本電視台 週四連續劇                          | 日本 日本電視台 週四連續劇 |
| ------------------------------------------- | --------------------------------------------------- | -------------------------- |
|                                             | 契×約 ー危險搭檔ー （2022年1月13日－2022年3月17日） |                            |
| 不幸女孩! （2021年10月7日 - 2021年12月9日） | 過早偵探2 （2022年4月14日－2022年6月16日）          |                            |